# Aderus gracilicornis
Aderus gracilicornis es una especie de coleóptero de la familia Aderidae. Fue descrita científicamente por Maurice Pic en 1914.

## Distribución geográfica
Habita en Kenia.